# Riccatische Differentialgleichung
Riccatische Differentialgleichungen oder Riccati-Differentialgleichungen sind eine spezielle Klasse nichtlinearer gewöhnlicher Differentialgleichungen erster Ordnung.  Sie besitzen die Form
{\displaystyle y'(x)=f(x)y^{2}(x)+g(x)y(x)+h(x)}
mit gegebenen Funktionen {\displaystyle f}, {\displaystyle g} und {\displaystyle h}.
Sie sind nach dem Mathematiker Jacopo Francesco Riccati benannt, einem italienischen Grafen (1676–1754), der sich intensiv mit der Klassifizierung von Differentialgleichungen befasste und Methoden zur Verringerung der Ordnung von Gleichungen entwickelte.
Eine allgemeine Lösung einer Riccati-Differentialgleichung ist im Allgemeinen nicht möglich, jedoch kann eine solche angegeben werden, falls eine spezielle Lösung bekannt ist.
Denselben Namen riccatische Differentialgleichung tragen noch zwei andere Gleichungstypen, die für verschiedene Themen von angewandter Mathematik bis zur Finanzwissenschaft von Bedeutung sind.

## Transformation im Falle einer bekannten Lösung
Angenommen, man hätte bereits eine Lösung {\displaystyle u} (etwa durch Raten) gefunden. Dann lässt sich die riccatische Differentialgleichung vollständig lösen, da das Auffinden der übrigen Lösungen sich nun auf eine bernoullische Differentialgleichung reduziert, welche leicht gelöst werden kann.

### Formulierung des Transformationssatzes
Es seien {\displaystyle x_{0}\in (a,b)} sowie {\displaystyle u\colon (a,b)\rightarrow \mathbb {R} } eine Lösung der riccatischen Differentialgleichung
{\displaystyle \ u'(x)=f(x)u^{2}(x)+g(x)u(x)+h(x)}
und {\displaystyle z}
eine Lösung der bernoullischen Differentialgleichung
{\displaystyle z'(x)=f(x)z(x)^{2}+{\Big (}2u(x)f(x)+g(x){\Big )}z(x)\ .}
Dann ist
{\displaystyle \ y(x):=z(x)+u(x)}
die Lösung der riccatischen Differentialgleichung
{\displaystyle y'(x)=f(x)y^{2}(x)+g(x)y(x)+h(x)\ ,\ y(x_{0})=y_{0}:=z(x_{0})+u(x_{0})\ .}

### Beweis
Es gilt
{\displaystyle {\begin{array}{lll}y'(x)&=&z'(x)+u'(x)\\&=&f(x)z(x)^{2}+{\Big (}2u(x)f(x)+g(x){\Big )}z(x)+f(x)u^{2}(x)+g(x)u(x)+h(x)\\&=&f(x){\Big [}z(x)^{2}+2u(x)z(x)+u^{2}(x){\Big ]}+g(x){\Big [}z(x)+u(x){\Big ]}+h(x)\\&=&f(x)y^{2}(x)+g(x)y(x)+h(x)\ ,\\\end{array}}}
während der Anfangswert trivialerweise erfüllt ist.

## Umformung auf lineare Differentialgleichung zweiter Ordnung
Im Allgemeinen, unabhängig davon, ob man eine spezielle Lösung gefunden hat, lässt sich die riccatische Differentialgleichung auf eine lineare Differentialgleichung zweiter Ordnung mit nicht-konstanten Koeffizienten transformieren. Sollten zufälligerweise die Koeffizienten konstant sein, lässt sich diese transformierte Gleichung mit Hilfe der charakteristischen Gleichung leicht vollständig lösen. Im Fall nicht-konstanter Koeffizienten kann auch die lineare Form der riccatischen Differentialgleichung nur sehr schwer lösbar sein.

### Formulierung des Transformationssatzes
Es seien {\displaystyle x_{0}\in (a,b)} sowie {\displaystyle f\colon (a,b)\rightarrow \mathbb {R} \setminus \{0\}} stetig differenzierbar und {\displaystyle z}
eine Lösung der linearen Differentialgleichung zweiter Ordnung
{\displaystyle z''(x)-\left[g(x)+{\frac {f'(x)}{f(x)}}\right]\cdot z'(x)+{\Big [}f(x)h(x){\Big ]}\cdot z(x)=0}
mit {\displaystyle z(x)\neq 0} für alle {\displaystyle x\in (a,b)}.
Dann ist
{\displaystyle y(x):=-{\frac {z'(x)}{f(x)z(x)}}}
die Lösung der riccatischen Differentialgleichung
{\displaystyle y'(x)=f(x)y^{2}(x)+g(x)y(x)+h(x)\ ,\ y(x_{0})=y_{0}:=-{\frac {z'(x_{0})}{f(x_{0})z(x_{0})}}\ .}

### Beweis
Der Übersicht halber werden die Argumente nicht mitgeschrieben. Nach der Quotientenregel gilt
{\displaystyle {\begin{aligned}y'&={\frac {-fzz''+z'(f'z+fz')}{f^{2}z^{2}}}={\frac {-fz{\Big [}{\Big (}g+{\frac {f'}{f}}{\Big )}z'-fhz{\Big ]}+z'(f'z+fz')}{f^{2}z^{2}}}\\&=f{\frac {z'^{2}}{f^{2}z^{2}}}-g{\frac {z'}{fz}}+h=fy^{2}+gy+h,\end{aligned}}}
während der Anfangswert trivialerweise erfüllt ist.

## Transformation auf ein lineares Differentialgleichungssystem
Neben der Umformung der Riccati-Differentialgleichung auf eine lineare Differentialgleichung zweiter Ordnung ist auch eine Transformation auf ein lineares Differentialgleichungssystem  möglich. Damit eröffnen sich weitere Lösungsmöglichkeiten. So wird beispielsweise im Fall konstanter Koeffizienten mit der Matrixexponentialfunktion eine analytische Lösung der ursprünglichen Riccati-Differentialgleichung erhalten.
Die gewöhnliche Differentialgleichung zweiter Ordnung (Vgl. Formulierung des Transformationssatzes)
{\displaystyle z''(x)-k_{1}\cdot z'(x)+k_{2}\cdot z(x)=0}
lässt sich mit der Substitution  {\displaystyle t_{1}=z} und {\displaystyle t_{2}=z'} auf ein System gewöhnlicher Differentialgleichungen erster Ordnung zurückführen. Es folgt das  lineare homogene Differentialgleichungssystem
{\displaystyle T^{\prime }(x)=A(x)\,T(x)}
mit der Koeffizientenmatrix {\displaystyle A(x)\in \mathbb {R} ^{2\times 2}}
{\displaystyle A={\begin{pmatrix}0&1\\k_{2}(x)&k_{1}(x)\end{pmatrix}}}
und dem Vektor {\displaystyle T(x)\in \mathbb {R} ^{2}}
{\displaystyle T={\begin{pmatrix}t_{1}\\t_{2}\end{pmatrix}}.}
Ist die Koeffizientenmatrix eine stetige Funktion von {\displaystyle x} (d. h. auch im Fall nicht-konstanter Koeffizienten), dann hat das zugehörige Anfangswertproblem mit den Anfangswerten {\displaystyle (x_{0},T_{0})\in \mathbb {R} ^{2+1}} stets eine eindeutig bestimmte Lösung, die für alle {\displaystyle x\in \mathbb {R} } erklärt ist. Darüber hinaus kann die Lösung in Matrixschreibweise über die Matrixexponentialfunktion auch im Fall nicht-konstanter Koeffizienten angegeben werden.